# Нова шанса
Нова шанса је српска комедија из 2010. године.

## Улоге
| Глумац            | Улога |
| ----------------- | ----- |
| Ташана Ђорђевић   |       |
| Драгољуб Љубичић  |       |
| Милан Марић       |       |
| Ана Марковић      |       |
| Миодраг Радоњић   |       |
| Теодора Живановић |       |